# John Fane, 11:e earl av Westmorland
John Fane, 11:e earl av Westmorland, född den 2 februari 1784 i London, död den 16 oktober 1859 i Apethorpe, Northamptonshire, var en brittisk diplomat. Han var far till Francis Fane, 12:e earl av Westmorland och till diplomaten Julian Fane.
Fane bar, till dess han 1841 ärvde earltiteln efter sin far, namnet lord Burghersh. Han ägnade sig först åt den militära banan och deltog i Napoleonkrigen på Sicilien, i Egypten, Portugal, Spanien och Tyskland samt hade avancerat till överste, då han 1814 lämnade krigstjänsten och sändes som brittisk envoyé till Florens. Han deltog 1815 i fälttåget mot Murat och undertecknade samma år konventionen i Casa Lanza, varigenom Neapel återställdes åt bourbonerna. I Florens kvarstannade Fane till 1830, var 1841–1851 brittiskt sändebud i Berlin, varunder han uppträdde medlande mellan Preussen och Danmark 1850, förflyttades 1851 till Wien samt drog sig 1855, efter att ha deltagit i Wienkonferensen i orientaliska frågan, tillbaka till privatlivet. År 1854 utnämndes han till general. Fane var en varm vän och ivrig idkare av musiken, tog väsentlig andel i inrättandet av engelska musikaliska akademien (1823) och komponerade sju operor (bland andra Il Torneo, L'Eroe di Lancastro, Catarina) samt flera kantater, hymner och mässor. Sina fälttågsminnen skildrade han i Memoirs of the early campaigns of the duke of Wellington in Portugal and Spain (1820) och Memoirs of the operations of the allied armies under prince Schwarzenberg and marshal Blücher (1822).